# موتور علم بيك
موتور علم بيك (بالإنجليزية: Mowtowr-e Alam Beyk)‏ هي منطقة سكنية تقع في سيستان وبلوتشستان في إيران. يقدر عدد سكانها بـ 23 نسمة .